# غوتفريد فولك
غوتفريد فولك (بالألمانية: Gottfried Falk) (و. 1922 – 1991 م) هو فيزيائي، وأستاذ جامعي من ألمانيا . ولد في غلزنكيرشن .
توفي عن عمر يناهز 69 عاماً.

## مناصب وهيئات
أدار معهد كارلسروه للتكنولوجيا.